# Кампел (Копер)
Кампел (словен. Kampel) — поселення в общині Копер, Регіон Обално-крашка, Словенія. Висота над рівнем моря: 76,1 м.